# 正徳 (日本)
正徳（しょうとく、旧字体：正德）は、日本の元号の一つ。宝永の後、享保の前。1711年から1716年までの期間を指す。この時代の天皇は中御門天皇。江戸幕府将軍は徳川家宣、徳川家継。

## 改元
- 宝永8年4月25日（グレゴリオ暦1711年6月11日） 中御門天皇即位のため改元
- 正徳6年6月22日（グレゴリオ暦1716年8月9日） 享保に改元

朝廷が提示した5つ案から、幕府が新井白石に命じて選択させたのが「正徳」であったといわれている。なお、これに反発した林鳳岡は徳川家継の将軍就任を機に再度の改元を幕府・朝廷に働きかけたが失敗に終わっている。

## 正徳年間の出来事
- 2年
  - 8月 幕府が浦々に「航行する船を故意に難破させて積み荷を奪うことを禁じる」旨の高札を立てる[3]。
  - 9月10日 新井白石が将軍・家宣に荻原重秀の免職を進言し、翌日、重秀を隠居・永蟄居に追い込む。
- 4年
  - 5月13日 宝永銀・永字銀・三ツ宝銀・四ツ宝銀の改鋳で大きな差益を出していた銀座に対し手入れが行われ、銀座年寄らが遠島や闕所に。
  - 5月15日 貨幣改鋳の御触れ、正徳金・正徳銀の鋳造・通用について。このころ正徳金の鋳造開始。
  - 8月2日 正徳銀の鋳造開始。このころ正徳金を再改鋳し、享保金を発行したと言われるが諸説あり。
- 5年正月11日 海舶互市新令が施行される。

### 誕生
- 元年 徳川家重（9代将軍、正徳元年12月21日（西暦1712年1月28日）誕生）
- 5年 徳川宗武（御三卿田安家初代当主）

### 死去
- 2年 徳川家宣（6代将軍、享年51）
- 3年 荻原重秀（享年55）
- 4年 柳沢吉保（大老格、享年56）、牧野成貞（側用人 享年78）、初代竹本義太夫（享年63）
- 6年 徳川家継（7代将軍、享年8）

## 西暦との対照表
※は小の月を示す。
| 正徳元年（辛卯） | 一月      | 二月  | 三月    | 四月※ | 五月  | 六月※   | 七月  | 八月※ | 九月※ | 十月  | 十一月※ | 十二月   |           |
| ---------------- | --------- | ----- | ------- | ----- | ----- | ------- | ----- | ----- | ----- | ----- | ------- | -------- | --------- |
| グレゴリオ暦     | 1711/2/17 | 3/19  | 4/18    | 5/18  | 6/16  | 7/16    | 8/14  | 9/13  | 10/12 | 11/10 | 12/10   | 1712/1/8 |           |
| ユリウス暦       | 1711/2/6  | 3/8   | 4/7     | 5/7   | 6/5   | 7/5     | 8/3   | 9/2   | 10/1  | 10/30 | 11/29   | 12/28    |           |
| 正徳二年（壬辰） | 一月※     | 二月  | 三月    | 四月※ | 五月  | 六月※   | 七月  | 八月  | 九月※ | 十月  | 十一月※ | 十二月※  |           |
| グレゴリオ暦     | 1712/2/7  | 3/7   | 4/6     | 5/6   | 6/4   | 7/4     | 8/2   | 9/1   | 10/1  | 10/30 | 11/29   | 12/28    |           |
| ユリウス暦       | 1712/1/27 | 2/25  | 3/26    | 4/25  | 5/24  | 6/23    | 7/22  | 8/21  | 9/20  | 10/19 | 11/18   | 12/17    |           |
| 正徳三年（癸巳） | 一月      | 二月※ | 三月    | 四月※ | 五月  | 閏五月※ | 六月  | 七月  | 八月※ | 九月  | 十月    | 十一月※  | 十二月    |
| グレゴリオ暦     | 1713/1/26 | 2/25  | 3/26    | 4/25  | 5/24  | 6/23    | 7/22  | 8/21  | 9/20  | 10/19 | 11/18   | 12/18    | 1714/1/16 |
| ユリウス暦       | 1713/1/15 | 2/14  | 3/15    | 4/14  | 5/13  | 6/12    | 7/11  | 8/10  | 9/9   | 10/8  | 11/7    | 12/7     | 1714/1/5  |
| 正徳四年（甲午） | 一月※     | 二月※ | 三月    | 四月※ | 五月  | 六月※   | 七月  | 八月  | 九月※ | 十月  | 十一月  | 十二月※  |           |
| グレゴリオ暦     | 1714/2/15 | 3/16  | 4/14    | 5/14  | 6/12  | 7/12    | 8/10  | 9/9   | 10/9  | 11/7  | 12/7    | 1715/1/6 |           |
| ユリウス暦       | 1714/2/4  | 3/5   | 4/3     | 5/3   | 6/1   | 7/1     | 7/30  | 8/29  | 9/28  | 10/27 | 11/26   | 12/26    |           |
| 正徳五年（乙未） | 一月      | 二月※ | 三月※   | 四月  | 五月※ | 六月※   | 七月  | 八月  | 九月※ | 十月  | 十一月  | 十二月   |           |
| グレゴリオ暦     | 1715/2/4  | 3/6   | 4/4     | 5/3   | 6/2   | 7/1     | 7/30  | 8/29  | 9/28  | 10/27 | 11/26   | 12/26    |           |
| ユリウス暦       | 1715/1/24 | 2/23  | 3/24    | 4/22  | 5/22  | 6/20    | 7/19  | 8/18  | 9/17  | 10/16 | 11/15   | 12/15    |           |
| 正徳六年（丙申） | 一月※     | 二月  | 閏二月※ | 三月※ | 四月  | 五月※   | 六月※ | 七月  | 八月※ | 九月  | 十月    | 十一月   | 十二月※   |
| グレゴリオ暦     | 1716/1/25 | 2/23  | 3/24    | 4/22  | 5/21  | 6/20    | 7/19  | 8/17  | 9/16  | 10/15 | 11/14   | 12/14    | 1717/1/13 |
| ユリウス暦       | 1716/1/14 | 2/12  | 3/13    | 4/11  | 5/10  | 6/9     | 7/8   | 8/6   | 9/5   | 10/4  | 11/3    | 12/3     | 1717/1/2  |